# Viatichi

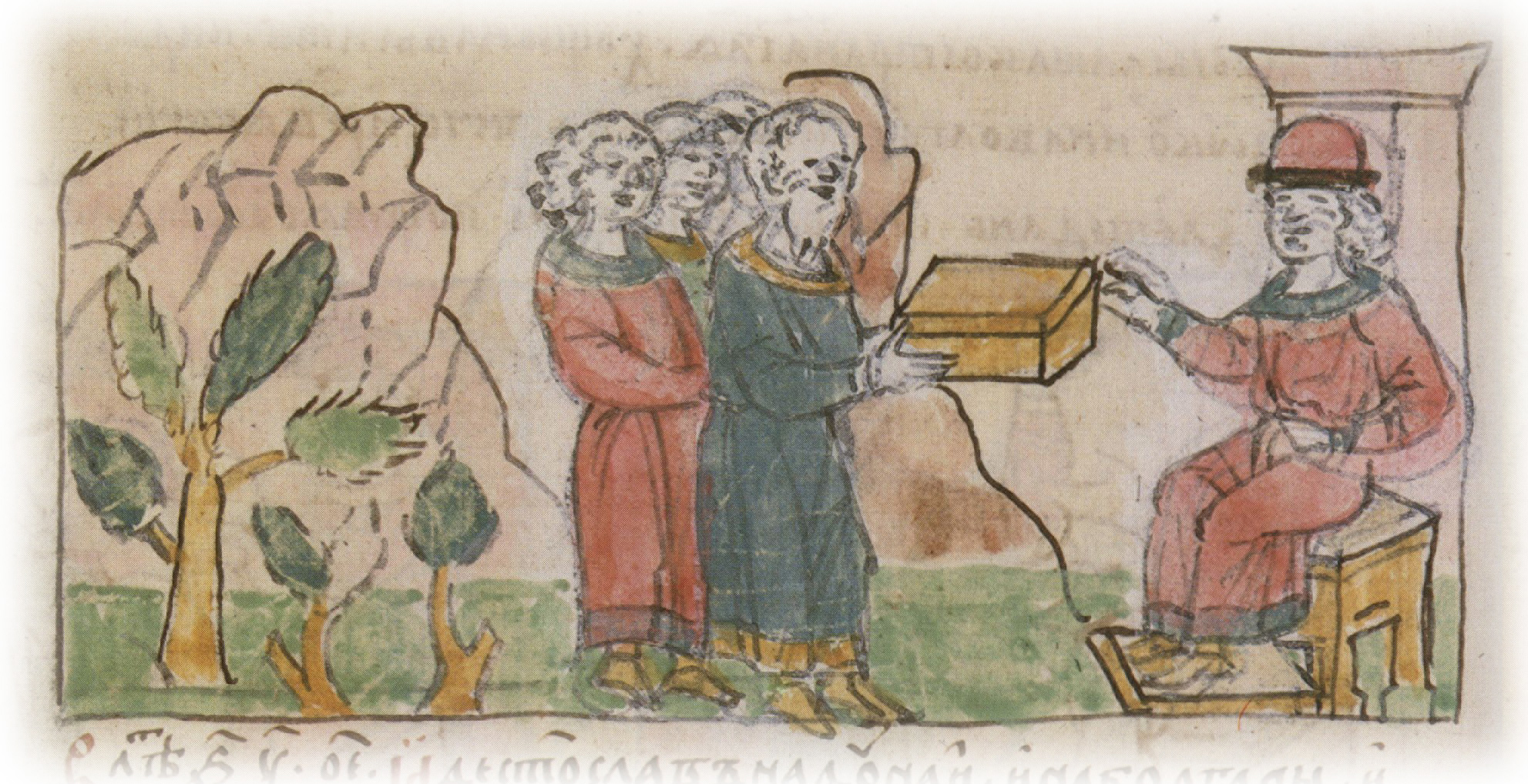
Los Viátichi rinden homenaje al príncipe Svyatoslav I de Kiev (966).
Miniatura de la Crónica de Radziwiłł, finales del.

Los Viátichis o más propiamente Viátichi o Vyátichi (ruso: вя́тичи) eran una tribu nativa de los primeros eslavos orientales que habitaban regiones alrededor de los ríos Oká, Moscova y Don.
Los Viátichi durante mucho tiempo no tuvieron príncipes, pero su estructura social se caracterizó por la democracia y el autogobierno. Al igual que varias otras tribus eslavas, la gente Viátichi construyó kurganes en un territorio que ahora pertenece al estado ruso moderno. La Crónica de Néstor del siglo XII registró que los Viátichi, Radímiches y Severianos "tenían las mismas costumbres", todos vivían estilos de vida violentos, "quemaban a sus muertos y conservaban las cenizas en urnas colocadas en postes junto a las carreteras". No contraían matrimonios monógamos, pero en cambio practicaron la poligamia, en concreto la poliginia.

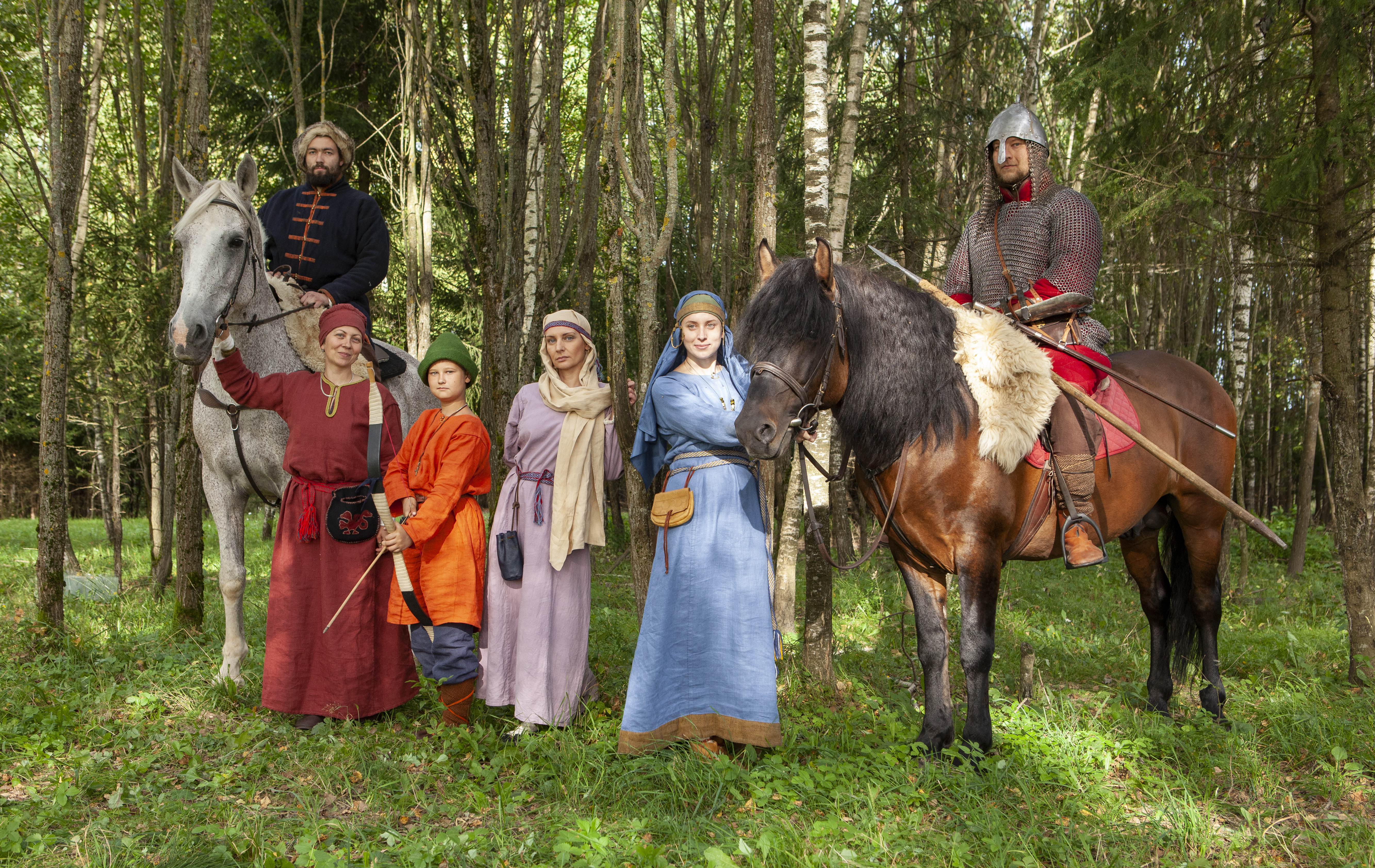
Imágenes estilizadas modernas de los eslavos de los siglos XII-XIII.
Personas de la tribu Viátichi y ciudadanos de Veliki Nóvgorod.

La Crónica de Néstor nombra a cierto líder tribal Vyatko como el antepasado de la tribu, que era un hermano lendiano de Radim, de quien surgieron los Radímiches. Los Viátichi se dedicaban principalmente a la agricultura y la ganadería. Entre los siglos IX y X, los Viátichi rindieron homenaje a los jázaros y más tarde a los príncipes de Kiev. La tribu, sin embargo, estuvo constantemente tratando de defender su propia independencia política hasta principios del siglo XII. En el siglo XI, los Viátichi ya había poblado la cuenca del Moscova y el área de la actual Moscú. En los siglos XI y XII, la tribu fundó varias ciudades debido al desarrollo de la artesanía y al aumento del comercio, incluidas Moscú, Koltesk, Dedoslav, Nerinsk y otras. En la segunda mitad del siglo XII, la tierra de los Viátichi se distribuyó entre los príncipes de Súzdal y Chernígov. La última referencia directa a los Viátichi se hizo en una crónica del año 1197. Las referencias indirectas, sin embargo, se remontan a principios del siglo XIV.
San Kuksha, hieromonje del Monasterio de las Cuevas de Kiev, fue un misionero que convirtió a muchos Viátichi al cristianismo (en 1115), siendo decapitado por los jefes Viátichi el 27 de agosto ca. 1115.
Hay numerosos monumentos arqueológicos en Moscú que cuentan a los historiadores sobre los Viátichi. Sus asentamientos fortificados del siglo XI estaban ubicados en el centro histórico de la actual Moscú, a saber, la colina Borovitski, Kolómenskoye (el lugar del antiguo pueblo de Diákovskoye), Kúntsevo (un distrito de Moscú) y otros. También se pueden encontrar rastros de asentamientos Viátichi en Bratéievo, Zyúzino, Alióshkino, Matvéievskoye y otras localidades de Moscú. Se han encontrado túmulos funerarios con cuerpos cremados a lo largo de los tramos superiores de los ríos Oká y Don.

## Asentamientos
Las viviendas de los Viátichi eran refugios semienterrados (en ruso, zemlyanka) de 4 metros por 4 metros, revestidos de madera por dentro; paredes de troncos con techo a dos aguas que se elevaban sobre el suelo. Los asentamientos estaban ubicados a grandes distancias entre sí y, por regla general, a lo largo de las orillas de los ríos. Muchos pueblos estaban rodeados por profundos fosos. La tierra excavada en la zanja era vertida por los Viátichi en una muralla, reforzada con tablas y pilotes, y luego apisonada hasta que la pared alcanzaba la altura deseada. La entrada se hacía por una puerta fuerte en la pared. Frente a la entrada se construía un puente de madera sobre el foso.